# روز جشن دوجنس‌گرایی

روز جشن دوجنس‌گرایی (انگلیسی: Celebrate Bisexuality Day) در ۲۳ سپتامبر واقع است که توسط دوجنس‌گرایان و حامیان

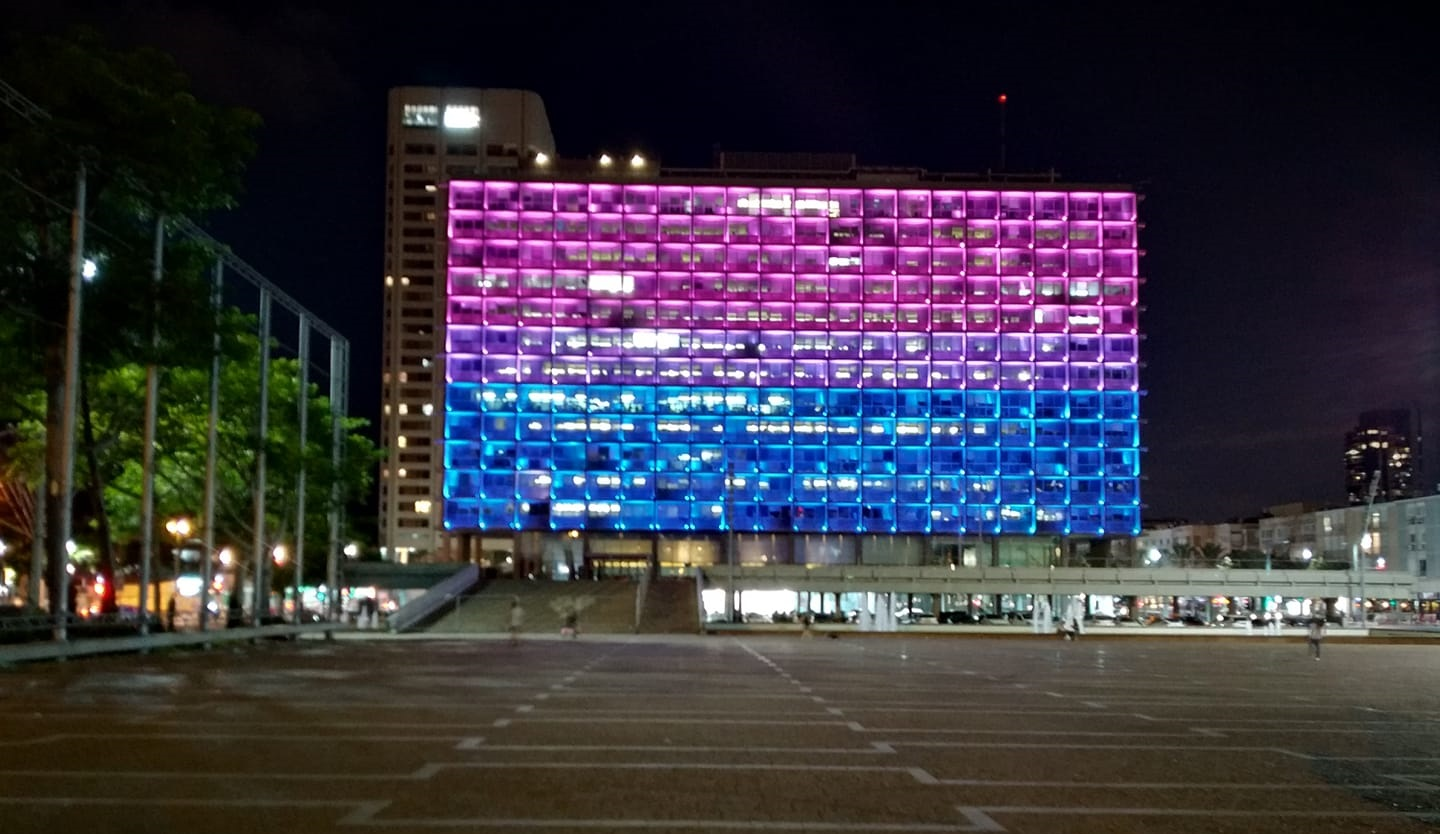
پرچم دوجنسگرایی

آنها جشن گرفته می‌شود.